# Anthony Zettel
Anthony Joseph Zettel (West Branch, 9 agosto 1992) è un giocatore di football americano statunitense che milita nel ruolo di defensive end per i Minnesota Vikings della National Football League (NFL).

## Carriera

### Detroit Lions
Zettel fu scelto nel corso del sesto giro (202º assoluto) dai Detroit Lions nel Draft NFL 2016. Il primo sack in carriera lo mise a segno su Eli Manning nella settimana 15 della stagione 2016. Nella sua seconda stagione in carriera disputò tutte le 16 partite come titolare, terminando con un record personale di 6,5 sack.
Il 5 settembre 2018, Zettel fu svincolato dai Lions.

### Cleveland Browns
Il 6 settembre 2018, Zettel firmò con i Cleveland Browns. Fu svincolato dopo il training camp il 31 agosto 2019.

### Cincinnati Bengals
Il 17 ottobre 2019, Zettel firmò con i Cincinnati Bengals. Fu svincolato il 21 ottobre, ma rifirmò due giorni dopo. Fu svincolato definitivamente il 17 dicembre 2019.

### San Francisco 49ers
Il 23 dicembre 2019, Zettel firmò con i San Francisco 49ers. Il 2 febbraio 2020 scese in campo nel Super Bowl LIV in cui i 49ers furono sconfitti per 31-20 dai Kansas City Chiefs.

### Minnesota Vikings
Nel marzo 2020, Zettel firmò un contratto con i Minnesota Vikings.

## Palmarès
- National Football Conference Championship: 1

San Francisco 49ers: 2019